# أحمر البلد (غنم)

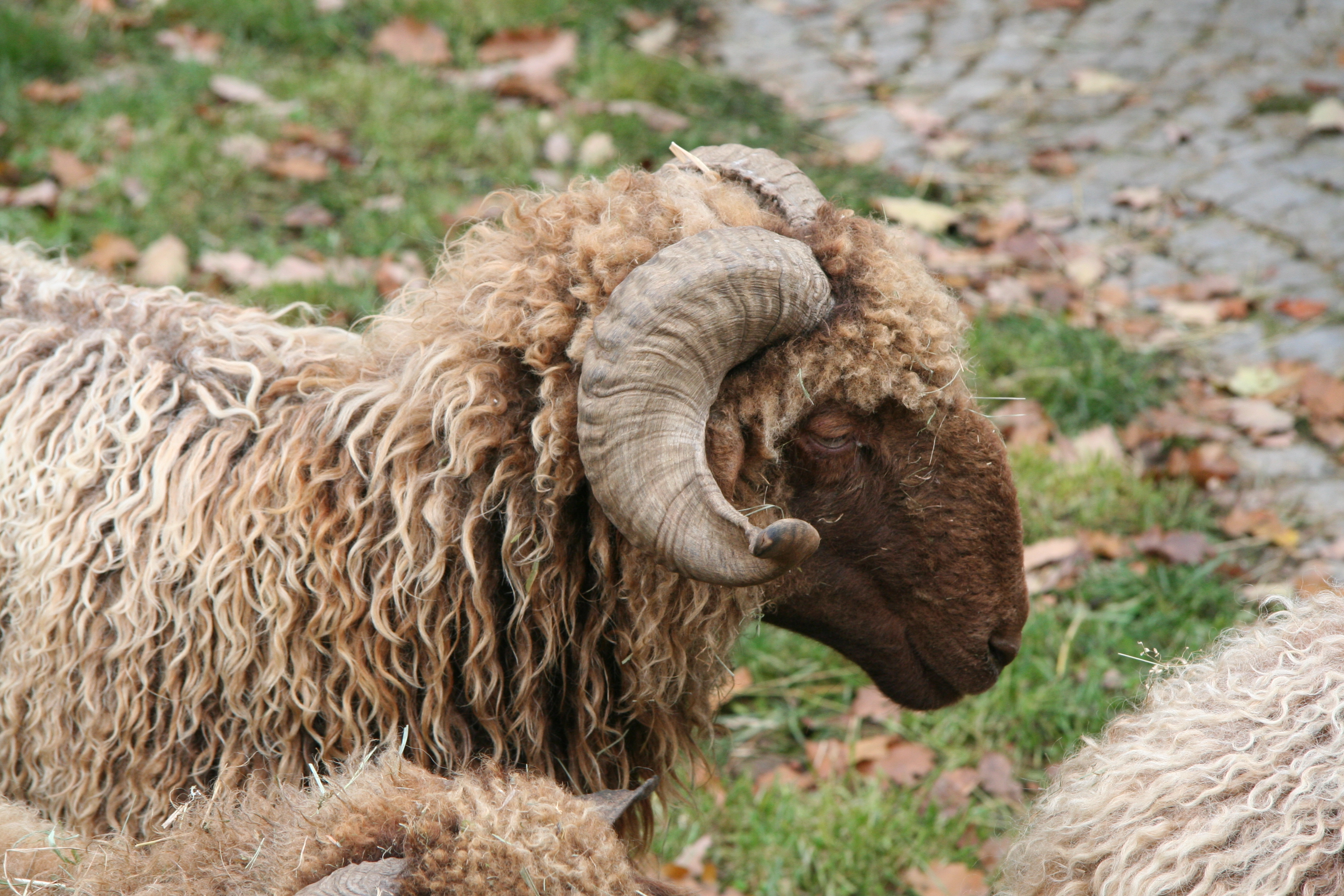
سلالة أحمر البلد

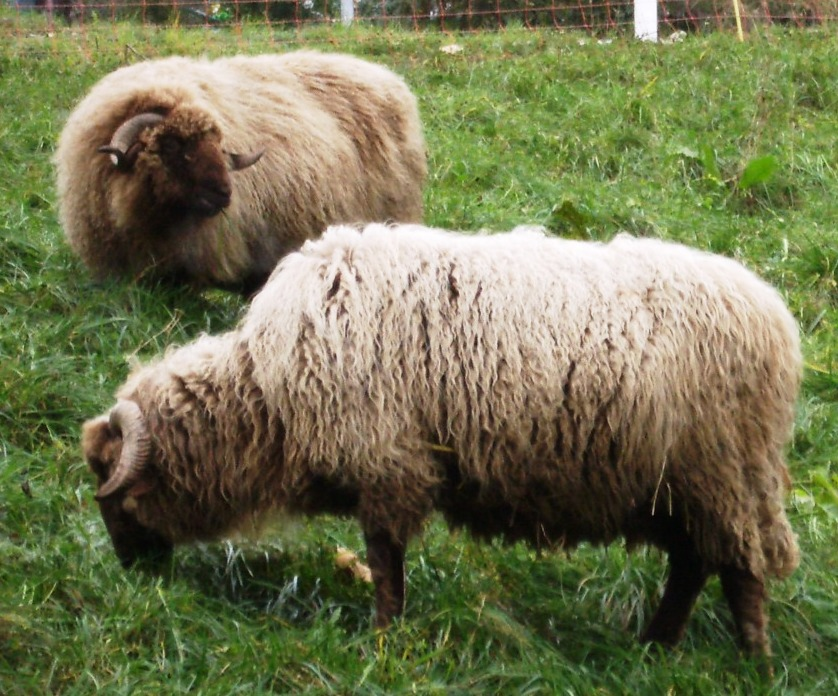

أحمر البلد (بالإنجليزية: Roux du Valais)‏ هي سلالة غنم سويسرية

## وصلات خارجية
- جمعية تربية سلالة أحمر البلد

1. 1 2 3 4  وصلة مرجع: https://fao-dadis-breed-detail.firebaseapp.com/?country=Switzerland&specie=Sheep&breed=Walliser%20Landschaf.
2. ↑  وصلة مرجع: http://www.fao.org/3/a1250e/annexes/List%20of%20breeds%20documented%20in%20the%20Global%20Databank%20for%20Animal%20Genetic%20Resources/List_breeds.pdf.